# David Matalon
Pour les articles homonymes, voir Matalon.
David Matalon (né en 1872 et mort le 9 octobre 1931) est un homme politique grec de la communauté juive de Salonique. 

## Biographie
David Matalon a représenté l'aile modérée du sionisme à Salonique. Alors que Salonique est encore ottomane, en 1911, il affiche sa fidélité au sultan en déclarant : 

« Nous sommes bons nationalistes et bons patriotes, nous considérons tous les Juifs, partout dans le monde, comme notre chair, notre sang, et tout ceci ne nous empêche pas de remplir nos devoirs envers le royaume ottoman et nous le disons avec certitude, tous les Juifs ottomans seront toujours prêts à verser leur sang pour la patrie. »

Alors que Salonique passe sous souveraineté grecque en 1912, Matalon poursuit ses activités politique dans le nouvel contexte national grec. En juin 1918, il fonde avec d'autres personnalités juives la Fédération sioniste grecque Il a aussi fondé le Nouveau Club Sioniste et a été président du B'nai Brith de Salonique.
En 1928, il forme avec Mentech Bessantchi, autre homme politique de Salonique le parti Union politique juive qui se positionne comme une alternative au vote communiste juif et est élu au parlement grec. Bessatchi et Matalon rejoignent une fois l'élection terminée le parti vénizéliste.
Matalon décède le 9 octobre 1931 et est enterré au cimetière juif de Salonique. Sa tombe comporte des inscriptions en hébreu, français, judéo-espagnol et en grec.